# 従軍記章

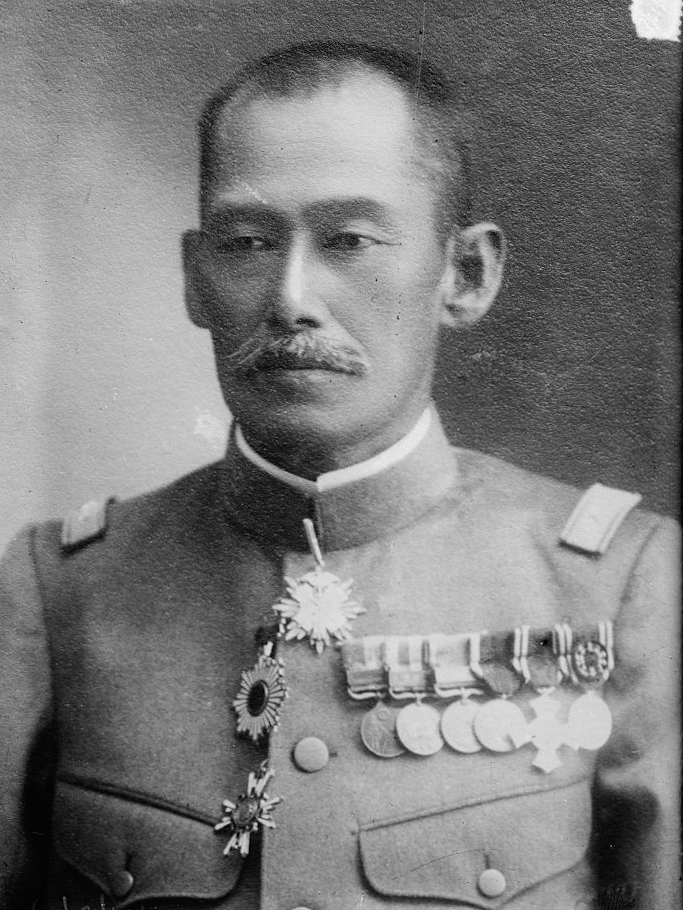
従軍記章（左胸6個の記章のうち向かって左の3個）を佩用した陸軍軍人（1910年代頃の岡市之助陸軍中将）

従軍記章（じゅうぐんきしょう）は、戦前の日本（大日本帝国）が、自国の参戦した戦役や事変に従軍ないし関係した人物を顕彰するために制定・授与した記章である。
欧米諸国における"Campaign medal”に相当する。

## 概要
従軍記章は、1875年（明治8年）の「賞牌従軍牌制定ノ件」（明治8年4月14日太政官布告第54号、現・「勲章制定ノ件」）により、「従軍牌」の名称で「将卒ノ別ナク軍功ノ有無ヲ論セス凱旋ノ後従軍ノ徴ニ之ヲ賜フ」とされ、勲等や「賞牌」（後の旭日章）と共に制定された。次いで翌年の明治9年11月15日太政官布告第141号により、「賞牌従軍牌制定ノ件」が「勲章従軍記章制定ノ件」へ改題され、「賞牌」は「勲章」へ、「従軍牌」は「従軍記章」へ改められた。従軍記章は、当該の個人が従軍したことを国家が証明・表彰するものであり、軍人の武功を論功行賞に基づき表彰した金鵄勲章とは異なり、戦闘における軍功の有無や軍隊内の階級に関係なく、軍人及び軍属に限らず要件を満たせば、文民や民間人にも広く授与され、戦闘などの理由で死亡した場合にも遺族へ贈られた。佩用は授与された本人のみが可能で、子孫に及ばないとされた（保存することについては許された）。授与に際しては賞勲局から「従軍記章の証」（授与証書）も同時に発行された。
「賞牌従軍牌制定ノ件」にて定められた図様の記章は台湾出兵に従軍した者へ授与され、これが最初の従軍記章となった（明治七年従軍記章）。その後の戦役・事変に際しては、つど賞勲局の所管で勅令により各章の授与対象者や図様が定められ、製造は造幣局が担当した。いずれも、金属製の本体である章（メダル）、章と綬を連結するための鈕や飾版、左胸に佩用（着用）するための綬（小綬、リボン）から構成された。明治七年従軍記章から最後の大東亜戦争従軍記章まで、全部で8種類の従軍記章が制定・発行されたが、1945年（昭和20年）の第二次世界大戦での敗戦に伴い、支那事変従軍記章と大東亜戦争従軍記章の2つは1946年（昭和21年）に廃止された。加えてそれより前の従軍記章についても、日本国憲法下では、各制定法令はいずれも実効性を喪失したとする政府解釈がある。ただし、「勲章従軍記章制定ノ件」中の従軍記章に関する規定は戦後に死文化したものの削除されずに長く残り続け、2003年（平成15年）の栄典制度改革に際し、同布告が「勲章制定ノ件」に改正されたことで取り除かれるに至った。
戦後設立された自衛隊が1981年（昭和56年）より運用している防衛記念章の一部には、従軍記章に相当または類似する性格を有するものがあるが、防衛記念章自体は賞勲局所管の法令ではなく防衛省の訓令（防衛庁訓令昭和56年11月20日第43号「防衛記念章の制式等に関する訓令」）によって規定されており、多くは略綬形式のみで章身を伴わない。そのため、第1次小泉内閣における「栄典制度の在り方に関する懇談会」の提言を受けた平成14年8月7日閣議決定（栄典制度の改革について）には、「国際的な災害救助活動などに参加した者に対して、その事績を表彰するため、記章等を活用することについて検討する。」という文言が盛り込まれた。また、防衛省所管の公益社団法人隊友会では平成22年度（2010年）、平成23年度（2011年）、平成24年度（2012年）と防衛省への要望書および政策提言書にて自衛隊に栄章（従軍記章）を新設するよう申し入れを行っている。

## 従軍記章の一覧
以下の従軍記章のうち、支那事変従軍記章と大東亜戦争従軍記章は第二次大戦後に廃止され、その他のものも実効性を喪失している。

### 明治七年従軍記章
最初に制定され、かつ唯一貴金属（銀）で製造された従軍記章である。実効性喪失。総製作数は3,677個。制定法令上の名称は単に「従軍記章」だが、後に発行されたものと区別するため、便宜的に「明治七年」を付けて呼ばれる。
- 制定法令 - 賞牌従軍牌制定ノ件（明治8年4月14日太政官布告第54号[19]、平成14年8月12日政令第277号により規定削除）
- 授与対象 - 台湾出兵の従軍者[注釈 2]
- 意匠
  - 章 - 直径8分の円形・銀
    - 表面 - 中央に縦書き2行で「従軍記章」と記し、交差した桐樹の枝で囲んだ図
    - 裏面 - 中央に右横書き2行で「明治七年 歳次甲戌」と記す

  - 鈕 - 銀・飾版に右横書きで「台湾」と記す[注釈 3]
  - 綬 - 幅1寸・配色は中央を白色地とし、両縁を緑色とする

### 明治二十七八年従軍記章
種印製作は池田隆雄。金属部品は清軍から鹵獲した大砲の地金を用いて製造された。
- 制定法令 - 明治二十七八年従軍記章条例（明治28年10月9日勅令第143号[22]、実効性喪失[5]）
- 授与対象 - 日清戦争の従軍者
- 意匠
  - 章 - 縦1寸1分、横1寸の宝珠形・銅
    - 表面 - 交差した陸軍連隊旗と海軍軍艦旗の上部に菊紋を掲げた図
    - 裏面 - 上縁に「明治二十七八年」、中央に縦書き2行で「従軍記章」と記す

  - 鈕 - 銅・飾版付き
  - 綬 - 幅1寸2分・配色は中央を白色地とし、両縁を緑色とする

### 明治三十三年従軍記章
- 制定法令 - 明治三十三年従軍記章条例（明治35年4月21日勅令第142号[23]、実効性喪失[6]）
- 授与対象 - 北清事変の従軍者
- 意匠
  - 章 - 直径1寸の円形・銅
    - 表面 - 中央に縦書き2行で「従軍記章」と記した下部に鳳凰を配し、上部に菊紋を掲げた図
    - 裏面 - 中央に右横書き2行で「大日本帝国 明治三十三年」と記す

  - 鈕 - 銅・飾版に右横書きで「清国事変」と記す
  - 綬 - 幅1寸2分・配色は緑色地に白色線を3本通す

### 明治三十七八年従軍記章
種印製作はそれぞれ、表面は池田隆雄、裏面は益田友雄。
- 制定法令 - 明治三十七八年従軍記章条例（明治39年3月31日勅令第51号[25]、実効性喪失[6]）
- 授与対象 - 日露戦争の従軍者
- 意匠
  - 章 - 直径1寸の円形・銅
    - 表面 - 交差した陸軍連隊旗と海軍軍艦旗の上部に菊紋、下部に桐紋を掲げた図
    - 裏面 - 中央に縦書きで「明治三十七八年戦役」と記した楯を置き、交差した月桂樹の枝と戦捷草（棗椰子の葉）で囲んだ図[18]

  - 鈕 - 銅・飾版に右横書きで「従軍記章」と記す
  - 綬 - 幅1寸2分・配色は中央に紺青色、左右に緑色、両縁に白色線を並べる

### 大正三四年（大正三年乃至九年戦役）従軍記章
種印製作は佐藤磐、改正後の裏面原型製作は飯田仁三郎。これとは別に、第一次大戦の同盟及び連合国の勝利記念の国際表章として戦捷記章も制定されている。
- 制定法令 - 大正三四年従軍記章令（大正4年11月6日勅令第203号[28]、後に「大正三年乃至九年戦役従軍記章令」に改題[29]、実効性喪失[8]）
- 授与対象 - 第一次世界大戦（青島の戦い）およびシベリア出兵の従軍者[注釈 4]
- 意匠
  - 章 - 直径1寸の円形・銅
    - 表面 - 交差した陸軍連隊旗と海軍軍艦旗の下部に交差した桐樹の枝花を配し、上部に菊紋を掲げた図
    - 裏面 - 制定時は中央に縦書きで「大正三四年戦役」と記し、改正後は中央に縦書き2行で「大正三年 乃至九年」、その下に「戦役」と記す

  - 鈕 - 銅・飾版に右横書きで「従軍記章」と記す
  - 綬 - 幅1寸2分・配色は中央に白色、左右に紺青色を配する

### 昭和六年乃至九年事変従軍記章
原型製作は造幣局嘱託であった日名子実三。章の表面に表された金鵄は聖戦を意味し、裏面には大和魂の象徴たる桜花を背景に、新兵器を示すものとして鉄帽が配される。また、金鵄が止まる楯と鉄帽には「防勢」、「防御」の意が込められる。鈕には『古事記』にも登場する瑞草の日陰蔓をあしらい、事変の栄誉を表現する。綬の紅色は丈夫の血潮や大和民族の赤誠心、日章旗を、黄色は満州国の誕生を意味している。製作数の多さから、工程の一部を民間業者が請け負った。
- 制定法令 - 昭和六年乃至九年事変従軍記章令（昭和9年7月23日勅令第225号[33]、実効性喪失[9]）
- 授与対象 - 満州事変や第一次上海事変の従軍者
- 意匠
  - 章 - 直径3cmの円形・青銅
    - 表面 - 上代の楯に止まった金鵄と背光を表し、上部に菊紋を掲げた図
    - 裏面 - 散りばめた桜花を背景に陸海軍の鉄帽を配し、下部の空白に右横書き3行で十字形に「昭和 六年乃至九年 事変」と記す

  - 鈕 - 青銅・表裏に日陰蔓の図を表す
  - 飾版 - 青銅・右横書きで「従軍記章」と記す
  - 綬 - 幅3.6cm・配色は中央の濃紅色を置き、両縁に向かって黄色線、浅紅色、緋褪色、紅海老茶色へ移る

### 支那事変従軍記章
発行数最多の従軍記章である。次に制定された大東亜戦争従軍記章が発行・授与されることなく廃止されたため、事実上最後の従軍記章となる。1940年（昭和15年）4月28日までに従軍した者全員、同年4月29日以降に従軍した死没者の一部や軍務を補助して功績を挙げた者の一部、合計約340万人が終戦までに同章を授与された。原型製作は日名子実三。同章は昭和六年乃至九年事変従軍記章とともに「二部作」として位置付けられ、金鵄と同じく神武東征に登場する霊鳥の八咫烏（ただし2本足）を章の表面中央に据え、鈕の模様に日陰蔓を採用した点が両者に共通している。八咫烏には神に導かれて進撃する皇軍の戦績を称賛する意味が、章の裏面の山・雲および波には『海行かば』の精神とともに陸海空における緊密な共同作戦の表現が込められている。綬の赤色は忠誠心、紅色は戦闘、香色・納戸色・濃桔梗色はそれぞれ戦場の山河・空・海を、ひいては軍人の忠誠と勇武、制空権の掌握や海上完全封鎖を表し、これら各色の経糸を平和の象徴である白色の緯糸でまとめることで支那事変の大本願を示しているとされる。また、金属部品は当時の情勢を踏まえ、古貨幣や造幣時の残余地金を再利用して製造されたほか、飾版を薄くして鈕を細く改めるなど資材の節約もはかられた。製作数の都合から、同章も昭和六年乃至九年事変従軍記章に引き続いて部品の製作や組立てを民間業者が請け負った。その後、「支那事変」の呼称が「大東亜戦争」へ吸収統合され、1940年4月29日以降の支那事変従軍者の多くの論功行賞が大東亜戦争のそれに一括されると従軍記章や記念章を定めた勅令も改正され、新たに制定された大東亜戦争従軍記章を授与された者には支那事変従軍記章および支那事変記念章を授与しないこととされた。1946年3月29日、大東亜戦争従軍記章や支那事変記念章とともに廃止された。
- 制定法令 - 支那事変従軍記章令（昭和14年7月27日勅令第496号[42]、昭和21年3月29日勅令第177号により廃止[41]）
- 授与対象 - 支那事変の従軍者
- 意匠
  - 章 - 直径3cmの円形・青銅
    - 表面 - 交差した軍旗と軍艦旗の中央に八咫烏と瑞雲および光を表し、上部に菊紋を掲げた図
    - 裏面 - 山と波の間に挟まれた雲の中に右横書きで「支那事変」と記す

  - 鈕 - 青銅・表裏に日陰蔓の図を表す
  - 飾版 - 青銅・右横書きで「従軍記章」と記す
  - 綬 - 幅3.6cm・配色は中央に赤色線を引き、両縁に向かって紅色、香色、納戸色、濃桔梗色へ移る

### 大東亜戦争従軍記章
最後に制定された従軍記章である。原型製作は日名子実三。章の表面中央の菊紋から八方に伸びる光線は「天が下のものすべて御稜威に浴する意義」を、一対の大刀（頭椎大刀）は陸海軍を、縁にめぐる桜花は将兵の忠勇をそれぞれ表しており、綬は各色で菖蒲すなわち「尚武」を意味するとされる。同章の図案は新聞紙上でも発表され、民間業者にも一部工程を請け負わせて製造する計画が立てられた。しかし、太平洋戦争末期の戦局悪化と国力低下を受けて、金属部品には軍需で優先する銅に代わり、東南アジアから多く産出する錫が充てられ、それまで別個の部品であった章と鈕は一体成型となり、裏面の意匠も中央の楯形と刻字を除き無地の平面仕上げに省略されるなど、従前の従軍記章や記念章より品質が粗雑化している。戦争での死没者約30万人への授与が終戦までに裁可された一方で記章の製作は遅延し、1万個程が完成した段階で敗戦を迎えた。結局、対象者へ与えられることなく製造分のほとんどが占領軍により破棄処分され、1945年12月15日には連合国軍最高司令官総司令部より公文書における「大東亜戦争」の語の使用禁止が命じられたことに伴い、1946年3月29日、支那事変従軍記章や支那事変記念章とともに廃止された。このことから、勲章・記章の収集家の間では「幻の従軍記章」と呼ばれている。同章の金型は残存しているため、戦後に複製品や模造品が販売されている。
- 制定法令 - 大東亜戦争従軍記章令（昭和19年6月21日勅令第417号[49]、昭和21年3月29日勅令第177号により廃止[41]）
- 授与対象 - 大東亜戦争の従軍者
- 意匠
  - 章 - 直径3cmの円形・錫
    - 表面 - 中央に八方の光線と一対の大刀、その上に菊紋を置き、縁に桜花をめぐらした図
    - 裏面 - 中央に縦書きで「大東亜戦争」と記した楯を置いた図

  - 鈕 - 錫・表面に勾玉・管玉および丸玉の図を表す
  - 飾版 - 錫・右横書きで「従軍記章」と記す
  - 綬 - 幅3.6cm・配色は中央に鶸色を置き、両縁に向かって萌黄色、納戸色、濃桔梗色へ移る

## 満洲国の従軍記章

### 国境事変従軍記章
支那事変に関連する「国境事変」（ノモンハン事件）の従軍記章として満洲国が制定・発行したものであるが、日本軍人も多く授与された。
- 制定法令 - 国境事変従軍記章令（康徳7年11月25日勅令第310号[50]）
- 授与対象 - ノモンハン事件の従軍者
- 意匠
  - 章 - 直径3cmの円形・丹銅
    - 表面 - 下部に地球、中央に鳩と瑞雲および旭光を表し、上部に蘭花紋を掲げた図
    - 裏面 - 中央の瑞雲の上に右横書きで「国境事変」と記す

  - 鈕 - 丹銅
  - 飾版 - 丹銅・右横書きで「従軍記章」と記す
  - 綬 - 幅3.6cm・配色は中央に濃黄色、左右に淡黄色、両縁に藍色を並べる